# Espace d'interpolation
En analyse, un espace d'interpolation ou espace interpolé est un espace qui se trouve entre deux autres espaces. Les applications les plus importantes de cette notion ont lieu pour les espaces de Sobolev de fonctions qui sont dérivables un nombre non entier de fois. Ces espaces sont créés par interpolation à partir des espaces de Sobolev de fonctions dérivables un nombre entier de fois.

## Historique
La théorie de l'interpolation des espaces vectoriels a débuté par une observation faite par Józef Marcinkiewicz et qui fut généralisée ultérieurement et connue sous le nom de théorème de Riesz-Thorin. En termes simples, si une fonction linéaire est continue sur un certain espace Lp et aussi sur un autre espace Lq, alors elle est aussi continue sur l'espace Lr, pour tout r compris entre p et q. En d'autres termes, Lr est un espace intermédiaire entre Lp et Lq.
Au cours du développement des espaces de Sobolev, il est devenu évident que les espaces des traces des fonctions des espaces de Sobolev n'étaient en aucune manière des espaces de Sobolev usuels (composés de fonctions différentiables un nombre entier de fois) et Jacques-Louis Lions a découvert que, de fait, ces espaces de traces étaient constitués de fonctions ayant un degré de différentiabilité non entier.
De nombreuses méthodes ont été mises au point pour construire de tels espaces de fonctions : transformation de Fourier, interpolation complexe, interpolation réelle, dérivées fractionnaires.

## Discussion technique
Dans cet article nous sommes intéressés par la situation suivante : X et Z sont des espaces de Banach et X est un sous-ensemble de Z, mais la norme de X n'est pas la même que celle de Z. X est dit plongé continument dans Z s'il existe une constante finie C telle que 
C'est le cas par exemple si X = H1(ℝ) et Z = L2(ℝ).
Soient X et Y deux espaces de Banach qui sont deux sous-ensembles de Z. De plus on définit des normes sur X ∩ Y et X + Y par :
Alors les inclusions suivantes sont toutes continues :
À partir de maintenant, l'espace Z ne joue plus aucun rôle, il a juste servi pour donner un sens à X + Y. Notre but maintenant est de construire des espaces intermédiaires entre X et Y dans le sens suivant :
On a utilisé la notation ║L║A;B pour la norme de l'opérateur L en tant qu'application de A dans B. Si C = 1 (ce qui est la plus petite valeur possible), on peut dire en plus que W est un espace exactement interpolé.
Il y a de nombreuses manières de construire des espaces interpolés (et le théorème de Riesz-Thorin en est un exemple pour les espaces Lp). La méthode d'interpolation complexe est valable pour des espaces de Banach arbitraires.

### Interpolation complexe
Si le corps des scalaires est celui des nombres complexes, alors on peut utiliser les propriétés des fonctions analytiques complexes pour définir un espace d'interpolation.
Théorème — W = [X, Y]θ est un espace exactement interpolé d'exposant θ.

Cette construction est clairement fonctorielle en (X, Y), c'est-à-dire que si (X, Y) et (A, B) sont des paires d'interpolation, et si L est un opérateur linéaire de X + Y dans A + B, tel que L est continu de X dans A et de Y dans B, alors L est continu de [X, Y]θ dans [A, B]θ et
On a de plus un théorème de réitération : si 0 ≤ α ≤ β ≤ 1 et si le dual topologique de X ∩ Y est dense dans [X, Y]α ∩ [X ,Y]β (en particulier si X ⊂ Y ou Y ⊂ X), alors

### Interpolation réelle (par la méthode K)
La méthode K d'interpolation réelle peut être utilisée même quand le corps des scalaires est celui des nombres réels.
Définition — Pour 0 < θ < 1 et 1 ≤ q ≤ ∞, on pose
- {\displaystyle \forall u\in X+Y,\forall t>0,~K(t,u)=\min _{u=u_{1}+u_{2}}\|u_{1}\|_{X}+t\|u_{2}\|_{Y},}
- {\displaystyle \|u\|_{\theta ,q;K}=\left\|t^{-\theta }K(t,u)\right\|_{\mathrm {L} ^{q}(]0,+\infty [,\mathrm {d} t/t)},}
- {\displaystyle K_{\theta ,q}(X,Y)=\{u\in X+Y~|~\|u\|_{\theta ,q;K}<\infty \}.}

Théorème — {\displaystyle K_{\theta ,q}(X,Y)} est un espace exactement interpolé de degré θ.

### Interpolation réelle (par la méthode J)
Comme avec la méthode K, la méthode J peut aussi être utilisée pour les espaces vectoriels sur le corps des réels.
Définition — Pour 0 < θ < 1 et 1 ≤ q ≤ ∞, on pose
- {\displaystyle \forall u\in X\cap Y,\forall t>0,~J(t,u)=\max(\|u\|_{X},t\|u\|_{Y}),}
- {\displaystyle J_{\theta ,q}(X,Y)} est l'ensemble des u de la forme {\displaystyle \int _{0}^{\infty }v(t)~{\mathrm {d} t \over t}}, où la fonction v est mesurable à valeurs dans {\displaystyle X\cap Y} et telle que {\displaystyle t^{-\theta }J(t,v(t))\in \mathrm {L} ^{q}(]0,+\infty [,\mathrm {d} t/t)}
- {\displaystyle \|u\|_{\theta ,q;J}:=\inf _{v}\|t^{-\theta }J(t,v(t))\|_{\mathrm {L} ^{q}(]0,+\infty [,\mathrm {d} t/t)}.}

Théorème — {\displaystyle J_{\theta ,q}(X,Y)} est un espace exactement interpolé de degré θ.

### Relations entre les méthodes d'interpolation
Les deux méthodes d'interpolation réelle sont équivalentes :
Théorème — {\displaystyle J_{\theta ,q}(X,Y)=K_{\theta ,q}(X,Y)} avec équivalence des normes.
On note [X, Y]θ,q cette méthode d'interpolation réelle. En revanche, la méthode d'interpolation complexe n'est habituellement pas équivalente à la méthode d'interpolation réelle. Cependant, il y a quand même une relation entre les deux.